# Chwaliszew
Chwaliszew – wieś w Polsce położona w województwie wielkopolskim, w powiecie krotoszyńskim, w gminie Krotoszyn. Leży ok. 9 km na wschód od Krotoszyna i ok. 17 km na zachód od Ostrowa Wlkp., nad Czarną Wodą, przy drodze Sulmierzyce-Biadki.
Do roku 1932 miejscowość położona była w powiecie odolanowskim, w latach 1932–1934 w powiecie ostrowskim, w latach 1975–1998 w województwie kaliskim, a w latach 1934–1975 i od 1999 w powiecie krotoszyńskim. Na początku roku 2009 liczyła 974 mieszkańców.
We wsi usytuowany jest neobarokowy kościół pw. św. Mikołaja Biskupa z 1898 r. z zabytkowymi barokowymi rzeźbami drewnianymi apostołów Piotra i Pawła. Naprzeciwko kościoła, za małym zespołem parkowym, znajduje się dworek z XIX w. W zachodniej części miejscowości zwanej Piaski (ul. Zdunowska) znajduje się dom drewniany z końca XIX w.
W Chwaliszewie urodził się Adam Olejnik (1887–1939), rzeźbiarz zajmujący się głównie tematyką patriotyczną (np. pomnik Konrada Wallenroda w Sędziszewie). Został zamordowany przez hitlerowców w Fordonie k. Bydgoszczy.

## Nazwa
Nazwa „Chwaliszew” pochodzi od dawnych właścicieli miejscowości – Chwaliszewskich herbu Rola. Podczas zaboru pruskiego miejscowość nosiła nazwę Chwalischew.
W miejscowym zwyczaju funkcjonuje również podział miejscowości na następujące części: Chwaliszew (od Czarnej Wody na wschód), Piaski (zachodnia część do rzeki Czarna Woda), Piekło (czworaki obok dworku, ul. Krótka), Zapłocie (część południowa, ul. Spokojna, Południowa – dawniej Chwaliszewek), Jobki (przysiółek w części wschodniej), Sobki (przysiółek w części południowo-wschodniej)

## Historia

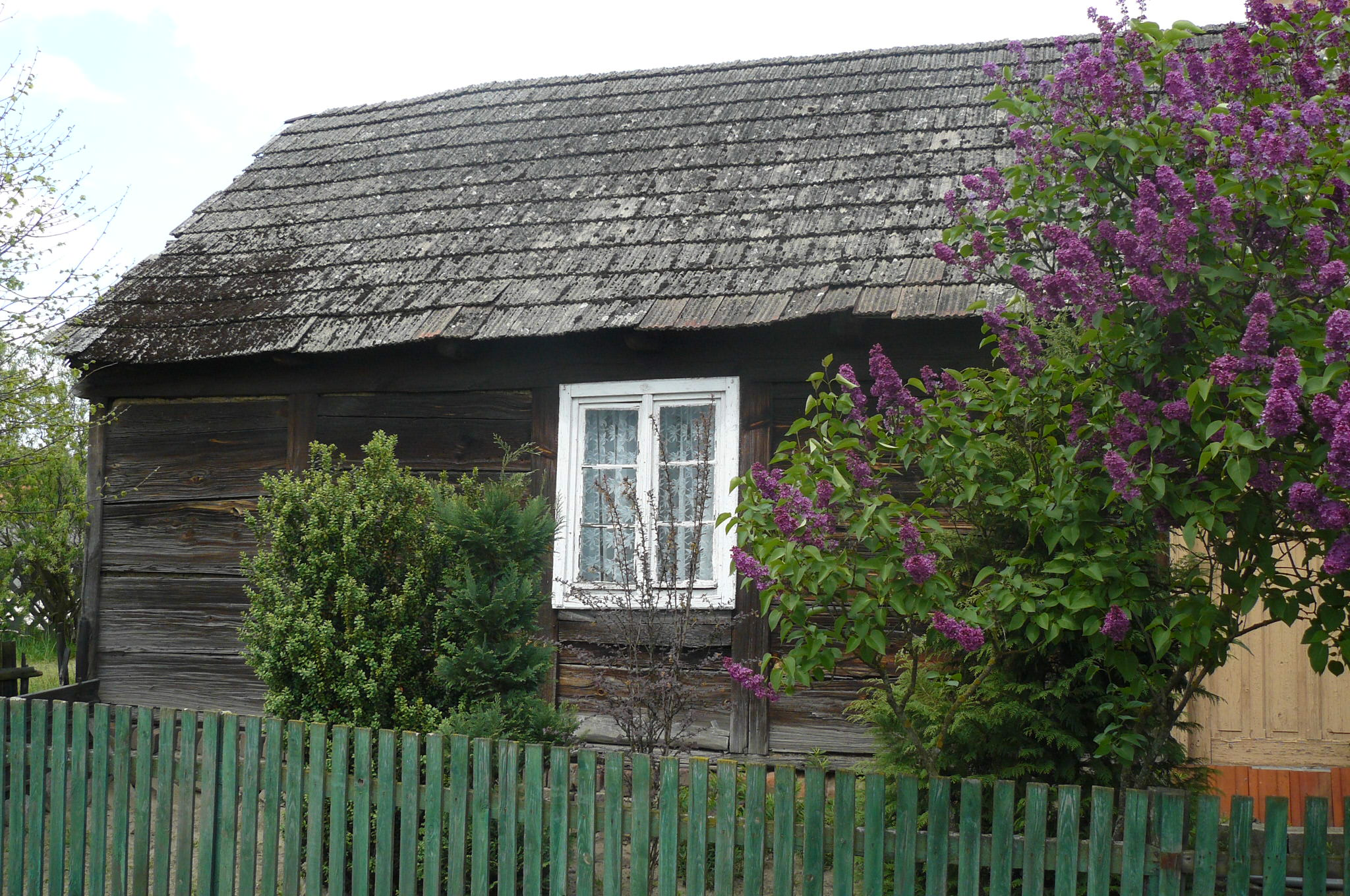
Stara chałupa drewniana

Pierwsze ślady osadnictwa na terenie Chwaliszewa pochodzą z epoki kamienia/epoki brązu. W roku 1952 na użytkowanej rolniczo wydmie prowadzone były (przez Alicję i Leona Łuków) badania archeologiczne. Znaleziono podczas ich trwania szczątki narzędzi kamiennych i naczyń glinianych, datowanych (prawdopodobnie) na przełom epoki kamienia i brązu. Nieopodal wsi znajdują się kurhany z epoki brązu, przypisywane kulturze łużyckiej.
Pierwsze pisemne wzmianki o Chwaliszewie pochodzą z 1521 r., choć wiadomo, iż pierwszy kościół w miejscowości istniał już w XIV wieku. W roku 1793 Chwaliszew znalazł się w granicach zaboru pruskiego. Podczas zaborów miejscowość przeszła w ręce rodziny Thurn und Taxis, która odegrała kluczową rolę w formowaniu instytucji poczty na terenie Europy.
Podczas I wojny światowej przez wieś przemieszczały się na front wschodni wojska Cesarstwa Niemieckiego. Po I wojnie światowej mieszkańcy brali czynny udział w powstaniu wielkopolskim. Byli to m.in. Marcin Serek – były feldwebel wojsk cesarskich, odznaczony krzyżem żelaznym I klasy za uratowanie rannego dowódcy w bitwie pod Stębarkiem (niem. Tannenberg) oraz Józef Koniarek.
Podczas II wojny światowej Chwaliszew ponownie znalazł się pod okupacją niemiecką, wchodząc w skład Kraju Warty (niem. Warthegau). W ramach akcji Heim ins Reich we wsi osiedliły się dwie rodziny niemieckie – jedna pochodząca z Łotwy lub Estonii, druga z Besarabii.